# Helena Erbenová
Helena Erbenová (* 6. února 1979 Jablonec nad Nisou), rozená Balatková, je česká triatlonistka a bývalá běžkyně na lyžích. Je dcerou lyžařky Heleny Balatkové a švagrovou Lukáše Bauera.
Českou republiku reprezentovala v běhu na lyžích na Zimních olympijských hrách 2002 a 2006. Jejím nejlepším individuálním výsledkem je 29. místo ze skiatlonu v Turíně 2006, ve sprintu dvojic dosáhla 12. příčky (Turín) a ve štafetách pomohla českému družstvu k šestému (Turín) a čtvrtému (Salt Lake City 2002) místu. Pravidelně se účastnila světových šampionátů (2001, 2003, 2005, 2007 a 2009). Poslední lyžařské závody absolvovala na jaře 2011, následně se začala věnovat triatlonu. V roce 2012 se stala mistryní Evropy v terénním a v zimním triatlonu, o rok později mistryní světa a vítězkou Světového poháru v terénním triatlonu.
Žije v Nové Vsi nad Nisou.